# Montes de Ayago
Los montes de Ayago son un subsistema perteneciente a la cara norte de la sierra de la Demanda, separados de ésta por el curso alto del río Tirón. Son parte de la frontera Este de la provincia de Burgos (comunidad autónoma de Castilla y León) con la comunidad autónoma de La Rioja, en España. Los Montes de Ayago son la parte montañosa y el sur de la comarca denominada la Riojilla Burgalesa.

## Contexto geográfico
Los componen todas las montañas incluidas en el perímetro formado por el río Ciloria al este, por el puerto de Pradilla de Belorado (1225 m s. n. m.) al sureste, al sur y suroeste por el río Tirón, al noroeste Belorado y norte por el Camino de Santiago y la carretera N-120. Lo constituyen todo el conjunto de cimas, valles, barrancos y ríos que vierten sus aguas en el margen derecho del río Tirón, y casi todas ellas discurren en dirección sur-norte. Y los que por el este vierten al río Glera.
Los Montes de Ayago ya son citados el 15 de marzo del año 863 en el Cartulario de San Millán de la Cogolla, donde existía una capilla o iglesia rural (decania) dedicada a San Andrés de Faiago "...in montibus".

## Cimas
Entre las cimas de los Montes de Ayago que superan los 1000 metros de altitud se pueden reseñar éstas: 
- Cerro Lombo (1345 m s. n. m.)
- Las Palomeras (1333 m s. n. m.)
- Santa Brígida (1318 m s. n. m.)
- Campo Serrano (1295 m s. n. m.)
- el Portillo de Larrea (1280 m s. n. m.)
- El Somo (1268 m s. n. m.)
- Sumicia (1222 m s. n. m.)
- Lilagar (1217 m s. n. m.)
- El Colodro (1194 m s. n. m.)
- Itecha (1192 m s. n. m.)
- Marichipia (1184 m s. n. m.)
- Zalato (1181 m s. n. m.)
- La Picota o Hermoso (1158 m s. n. m.)
- Solana de la Casa (1148 m s. n. m.)
- Villamiñu (1096 m s. n. m.)
- Lobos (1091 m s. n. m.)
- Sampol (1087 m s. n. m.)
- Cabeza Alta (1083 m s. n. m.)
- El Cueto (1019 m s. n. m.)

## Ríos
Son ríos de los Montes de Ayago que nacen y se nutren de esos Montes:
- el río Lechares
- el río Villar o Medio, desemboca en el río Reláchigo.
- el río Reláchigo, Láchigo o Peros, con sus afluentes río Trinidad y río Villar, desemboca en el río Tirón.
- el río San Julián o Encenero, desemboca en el río Tirón.
- el río Valorio (otras veces llamado Redecilla) nace en Eterna, pasa por San Cristóbal del Monte, Fresneña, Villamayor del Río, Quintanilla del Monte en Rioja y Redecilla del Campo, desembocando en el río Tirón, afluente del Ebro.

Todos, salvo el río Lechares, vierten en el río Tirón por su margen derecho. El Tirón, a los pocos kilómetros de su nacimiento, se ve “obligado” por los Montes de Ayago a interrumpir su inicial trayectoria sur-norte para, en Fresneda de la Sierra Tirón (989), girar 90° y dirigirse al oeste, dejando a su margen derecho todo el macizo de esos montes hasta que llega a Belorado. Luego están los arroyos que vierten al Ciloria por su margen izquierda, y los que nacen en la vertiente Este de la línea formada por Campo Serrano, La Trinidad, hasta el pueblo de Quintana que vierten sus aguas al río Glera; esta parte del sector Este de los Montes de Ayago se suelen llamar también los Montes de Yuso.
Los barrancos del río San Julián en San Pedro del Monte son los siguientes: Comenzando de abajo arriba, 1º los del lado derecho del río son: Los Frontales, Malasubida, Ariñona, Bajoperro, La Primera, La Segunda, La Tercera y La Cuarta; y 2º continuando por el lado izquierdo del río: El Hoyo, Vallecurita, Roblelacruz, Fuenteteja, Los Avellanos, San Julián, Barranco Oscuro, Valdegustos, Olleta, Zuarta y La Casa.

## Villas y poblamientos
Estas son las villas y aldeas de los Montes de Ayago, algunos ya despoblados:

### Por la vertiente sur
Por la vertiente sur de los Montes de Ayago cuyos arroyos y ríos, como el de Eterna, nutren directamente al río Tirón se encuentran las siguientes poblaciones: 
- Pradilla de Belorado (1187 m s. n. m.)
- Espinosa del Monte (996 m s. n. m.)
- Fresneda de la Sierra Tirón (989 m s. n. m.)
- San Vicente del Valle (955 m s. n. m.)
- Santa Olalla del Valle (934 m s. n. m.)
- San Clemente del Valle
- Villagalijo

### En la cuenca del río Redecilla o Valorio
Se encuentran: 
- Eterna (1153 m s. n. m.)
- San Cristóbal del Monte
- Fresneña (847 m s. n. m.)
- Villamayor del Río (792 m s. n. m.)
- Quintanilla del Monte en Rioja (762 m s. n. m.)
- Redecilla del Campo (752 m s. n. m.)

### En la cuenca del río San Julián o Encenero
Se encuentran:
- San Pedro del Monte (833 m s. n. m.)
- Viloria de Rioja (801 m s. n. m.)
- Castildelgado (770 m s. n. m.)
- Ibrillos (743 m s. n. m.)
- Sotillo de Rioja (694 m s. n. m.)

### En la cuenca del río Reláchigo o Peros
Se encuentran los siguientes pueblos: 
- Anguta (1188 m s. n. m.)
- Avellanosa de Rioja (1053 m s. n. m.)
- la Ermita de la Trinidad
- Quintanar de Rioja (856 m s. n. m.)
- Bascuñana (805 m s. n. m.)
- Redecilla del Camino (740 m s. n. m.)
- Herramélluri

### En la cuenta del río Villar o Medio, afluente del río Reláchigo
Se encuentran: 
- la Ermita de Ayago (1107 m s. n. m.)
- Granja Villahorceros (790 m s. n. m.)
- Villarta-Quintana (743 m s. n. m.)
- Grañón (724 m s. n. m.)

### En la cuenca del río Glera, afluente del río Tirón
En los ríos y arroyos que vierten al río Glera se encuentran las siguientes villas y poblamientos:
- Amunartia
- Zabárrula
- Arviza
- Tondeluna (1109 m s. n. m.)
- Quintana; río Lechares.
- Ermita de Carrasquedo
- Morales (824 m s. n. m.)